# Синьчан
Синьча́н (кит. упр. 新昌, пиньинь Xīnchāng) — уезд городского округа Шаосин провинции Чжэцзян (КНР).

## История
Во времена первых централизованных империй эти места входили в состав уезда Шаньсянь (剡县). Во времена Поздней Лян в 908 году юго-восточная часть уезда Шаньсянь была выделена в отдельный уезд Синьчан.
После образования КНР в 1949 году был создан Специальный район Шаосин (绍兴专区), и уезд вошёл в его состав. В 1952 году Специальный район Шаосин был расформирован, и уезд перешёл в состав Специального района Нинбо (宁波专区). В 1958 году уезд Синьчан был присоединён к уезду Шэнсянь, но в 1961 году воссоздан.
В 1964 году Специальный район Шаосин был создан вновь, и уезд опять вошёл в его состав. В 1973 году Специальный район Шаосин был переименован в Округ Шаосин (绍兴地区).
Постановлением Госсовета КНР от 27 июля 1983 года округ Шаосин был преобразован в городской округ.

## Административное деление
Уезд делится на 3 уличных комитета, 8 посёлков и 5 волостей.